# ألفرد هيرمان (سياسي)
ألفرد هيرمان هو مؤرخ وسياسي ألماني، ولد في 26 ديسمبر 1879 في Inowrocław ‏ في بولندا، وتوفي في 19 نوفمبر 1960 في برلين في ألمانيا. نشط حزبياً في الحزب الديمقراطي الألماني.